# Xiakaini Aerchenghazi
Xiakaini Aerchenghazi (Chinees: 阿尔成哈孜·夏开尼, 18 juli 1995) is een voormalig Chinese langebaanschaatser.

## Records

### Persoonlijke records
| Afstand      | Tijd     | Datum            | Baan           |
| ------------ | -------- | ---------------- | -------------- |
| 500 meter    | 38,17    | 15 maart 2018    | Ürümqi         |
| 1000 meter   | 1.18,05  | 26 oktober 2013  | Harbin         |
| 1500 meter   | 1.46,31  | 19 november 2017 | Calgary        |
| 3000 meter   | 3.52,02  | 25 augustus 2018 | Calgary        |
| 5000 meter   | 6.42,10  | 26 augustus 2017 | Salt Lake City |
| 10.000 meter | 13.59,87 | 30 december 2016 | Changchun      |

## Resultaten
| Jaar | Olympische Spelen |
| ---- | ----------------- |
| 2018 | 32e 1500m         |